# Manual de resistencia
Manual de resistencia es el libro que da nombre a la biografía de Pedro Sánchez, presidente del Gobierno de España y secretario general del Partido Socialista Obrero Español. Publicado el 19 de febrero de 2019, relata la trayectoria de Sánchez desde que asume el liderazgo del PSOE en 2014 hasta su llegada a la Presidencia del Gobierno en 2018. Fue escrito por Irene Lozano, periodista y política, a través de una serie de conversaciones que mantuvo con Pedro Sánchez.

## Argumento
El libro inicia el repaso de la trayectoria de Pedro Sánchez desde sus inicios en política, haciendo mención al proceso para la designación del nuevo secretario general del PSOE. Evento que tuvo lugar en el Congreso Extraordinario del 2014, en el cual Sánchez fue elegido líder del partido. 
Refleja el camino personal de Sánchez hacia las elecciones generales que tuvieron lugar a finales de 2015, en las cuales el PSOE no consiguió los apoyos necesarios para formar gobierno. Este hecho provocó la repetición electoral en 2016, que desembocó en la dimisión de Sánchez al frente del PSOE y la investidura de Mariano Rajoy como presidente del Gobierno.
También narra el XXXIX Congreso del PSOE, en el que Pedro Sánchez volvió a hacerse con el liderazgo del partido tras derrotar a Susana Díaz y Patxi López en las primarias. Por último trata la moción de censura que lideró Sánchez contra el presidente Rajoy, en la cual el Congreso de los Diputados designó a Pedro Sánchez como el séptimo presidente de la reciente democracia española. Además, analiza sus primeras medidas de corte social al frente del ejecutivo español.

## Controversias
El libro fue publicado entre cierta polémica, debido al hecho inusual de que un presidente del Gobierno publique un libro en pleno mandato. Ante el revuelo causado, el entorno de Sánchez afirmó que dicho libro ya estaba escrito anteriormente y que solo recibió una actualización tras la llegada de Sánchez a la presidencia.
También causó cierta polémica dos erratas que contenía la primera edición del libro. En la primera se atribuía una cita de Fray Luis de León a San Juan de la Cruz. En la segunda afirmaba que la frase: «Solo hay una forma de saber si puedes confiar en una persona: confiar», pertenecía a Albert Einstein, cuando en realidad dicha cita se le atribuye a Ernest Hemingway.